# ريتشل ستيوارت
ريتشل ستيوارت (بالإنجليزية: Rachel Stuart)‏ هي متسابقة ملكة الجمال جامايكية، ولدت في 1972.

## وصلات خارجية
- ريتشل ستيوارت على موقع IMDb (الإنجليزية)